# Центророзыск
Центророзыск (Центральное управление уголовного розыска; ЦУУР) — головная структура уголовного розыска при Управлении Рабоче-крестьянской милиции (РКМ) Народного комиссариата внутренних дел РСФСР. Создано в октябре 1918 года. Начальник центророзыска назначался наркомом НКВД по представлению начальника Управления (позже Главного управления) РКМ.
По замыслу создателей, должен был контролировать розыскную деятельность на территории РСФСР, собирать по всей стране материалы для Учебно-методического центра (Музея) уголовного розыска. С 1 марта 1919 года при центророзыске действовал Кабинет судебной экспертизы, единственная подобная структура в Москве.
В апреле 1922 года нарком внутренних дел Ф. Э. Дзержинский своим приказом подчинил центророзыск непосредственно себе. В мае 1923 года приказ был отменён как противоречащий Положению об НКВД. В августе 1923 года центророзыск вошёл в новую структуру — Центральное административное управление. Термин «центророзыск» постепенно вышел из употребления.